# Perinto

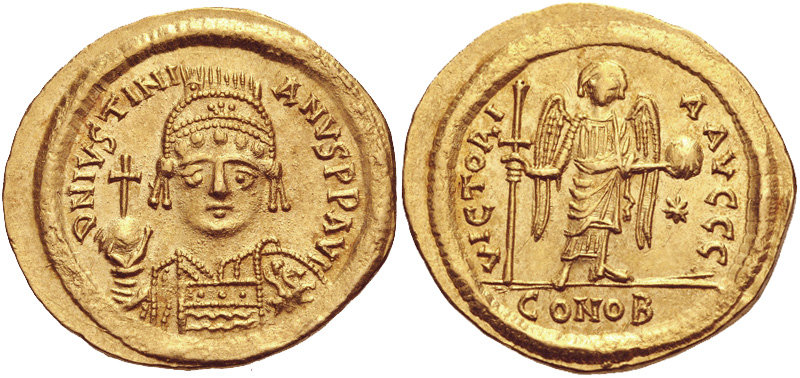
Solido con l'effigie di Giustiniano (r. 527-565)

Perinto (in greco Πέρινθος?, Périnthos; in latino Perinthus), nota anche come - non prima del IV secolo - Eraclea (in latino Heracleia), Eraclea di Tracia (in latino Heracleia Thraciae) o Eraclea Perinto (in latino Heracleia Perinthus), era un'antica e fiorente città portuale greca della Tracia affacciata sul Mar di Marmara, a circa 35,4 chilometri a ovest di Silivri, su una piccola penisola omonima.

## Storia
Perinto era una colonia di Samo che, secondo Girolamo, fu fondata intorno al 602 a.C., e secondo Giorgio Sincello, nel 599 a.C., anche se alcuni autori la considerano contemporanea a Samotracia, fondatao intorno al 1000 a.C. Secondo Giovanni Tzetzes, era originariamente noto come Migdônia. Come porto e punto di incontro di diverse rotte, Perinto divenne la sede di un vasto commercio.  Erodoto menziona la città nel libro V delle sue Storie, dove riporta che fu sconfitta dai peoni, alleati dell'Impero achemenide, durante le guerre persiane.
Nel luglio del 340 a. C., Perinto fu assediata dalle truppe di Filippo II (r.  359–336), probabilmente in risposta alle amichevoli relazioni degli abitanti con Atene, che all'epoca era in guerra con la Macedonia. Con la vittoria degli assediati, la città fu rinnovata e divenne molto prospera, forse anche più di Bisanzio, sul Bosforo.
Nel 177 d. C., la vergine santa Gliceria  (di Traianopoli o Eraclea) vi fu martirizzata.
Nel 308, alla Conferenza di Carnunto convocata dall'imperatore Galerio (r. 293–311), la Tracia, l'Illiria e la Pannonia passarono nelle mani dell'augusto Licinio (r.  308–324). Nel 313, durante la guerra civile tra Licinio e Massimino Daia (r.  305–313), Perinto fu assediata e conquistata dopo un assedio di 8 giorni dall'esercito di Daia, mantenendo il controllo fino alla sua sconfitta nella battaglia di Tzirallum, vicino a Perinto. Il 10 agosto 378, all'indomani della battaglia di Adrianopoli, fu assediata senza successo dai tervíngi di Fritigerno. Durante il IV secolo, Eraclea divenne una sede episcopale e nel V secolo era nota per la sua fabbricazione di tappeti.
Nel 478, durante il secondo regno di Zenone I (r. 474–475; 476-491), si dice abbia fornito truppe ausiliarie all'esercito comandato da Teodorico (r.  474–526) contro Teodorico Strabone. Durante il regno dell'imperatore bizantino Giustiniano (r.  527-565), gli acquedotti e il vecchio palazzo della città furono restaurati.
Fu devastata dagli avari nel 591 e occupata dai bulgari nel 719. Nel 1204 fu occupata dai veneziani e infine, nel 1353, fu conquistata dagli ottomani.

## Archeologia
Attualmente si trova sul sito di Marmara Ereğlisi e ne rimangono poche tracce. Nel parco cittadino vi sono diverse colonne di marmo e sarcofagi romani, le vestigia in miglior stato di conservazione. Nelle rovine di una basilica bizantina sono stati trovati grandi mosaici, che si trovano attualmente in un museo della città.  Le mura di Perinto sono appena visibili, tranne alcune rovine e una torre. Il frangiflutti romano si trova sulla costa occidentale. C'è anche un anfiteatro in rovina.